# Crypturellus obsoletus
Crypturellus obsoletus là một loài chim trong họ Tinamidae.

## Hình ảnh

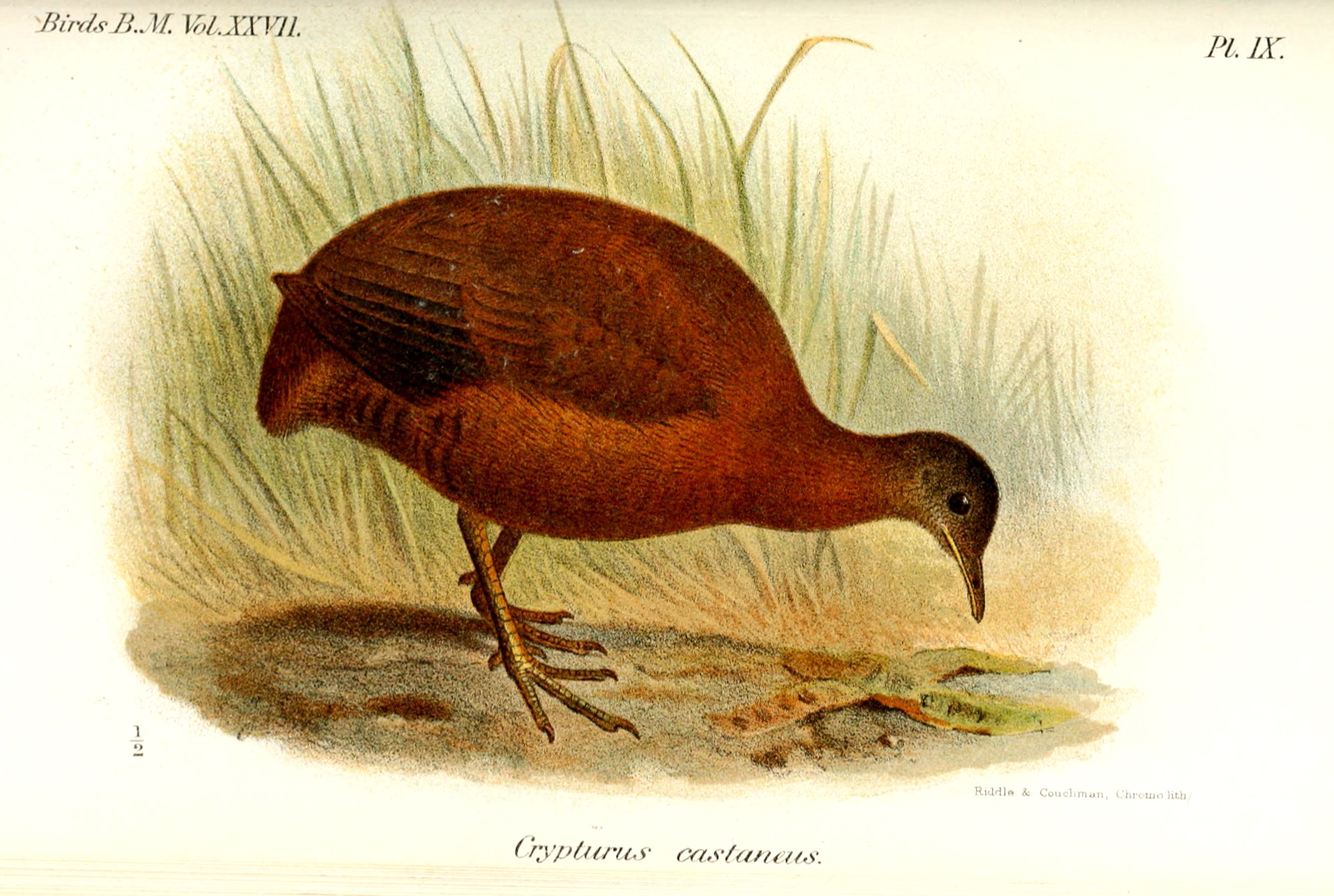
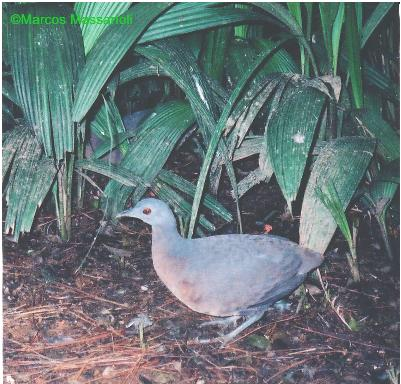